# Any Video Converter
Any Video ConverterとはAVCLabsが開発した動画変換ソフトでMicrosoft WindowsとmacOSで動作する。無料版と有料版の両方がある。Windows版はCNET Downloads 5 star awardを受賞している。

## 機能
AVI, FLV, MOV, MP4, MPG, M2TS, MTS, RMVB, AVCHD, MKV, WebM(V8), QT, WMV, VOB, 3GP, 3GPP2, DivXといったほとんどの動画ファイルをAVI, MOV, MP4, FLV, WMV, MP3といった他のフォーマットに変換する。出力されたファイルはiPod、iPhone、iPad、Apple TV、PSP、XboxやSamsung、HTC製機器、Android、BlackBerry、Nokiaのスマートフォンへ転送することができる。また、YouTubeやニコニコ動画、Metacafeといったインターネット上の動画共有サイトにある動画をダウンロードする機能やカット、回転、クリップ、エフェクト追加、複数の映像を1つのファイルとして組み合わせるといった動画編集の機能もある。さらにウェブサイトで使用するためにコードを組み込むことでHTML5ビデオを作成、DVDやAVCHD DVDへの書き込みができるだけでなく、CUDAアクセラレーションにより変換速度を6倍速くすることもできる。

## 評価
「とても簡単に使える」、「操作を簡単にするインターフェイス」といった評価を受けている。
2006年11月30日にはLifehackerのDownload of the Dayに選出された。
Windows Vista Magazineは2007年4月号でPSPで動画を見るための変換方法を掲載した記事でこのソフトウェアを紹介した。2008年、MacLifeでもiPodで動画を見るためのファイル変換機能が取り上げられた。